# Публий Лициний Вар
Публий Лициний Вар (лат. Publius Licinius Varus; умер после 200 года до н. э.) — римский военачальник и политический деятель из плебейского рода Лициниев, претор 208 года до н. э. Участвовал во Второй Пунической войне.

## Биография
Публий Лициний принадлежал к старинному плебейскому роду. Лицинии были в составе самой первой коллегии народных трибунов и достигли консульства уже в 364 году до н. э.; правда, в промежутке между 361 и 236 годами они ни разу не упоминаются в Капитолийских фастах. Отец Публия, Гай Лициний Вар, был консулом в 236 году до н. э. Об отце Гая известно только, что он носил преномен Публий. Двоюродным братом Публия Лициния Вара был Публий Лициний Красс Див, консул 205 года до н. э. и верховный понтифик
Первые упоминания о Публии Лицинии в сохранившихся источниках относятся к 210 году до н. э., когда он занимал должность курульного эдила. В этом качестве Вар совместно с коллегой, Луцием Ветурием Филоном, организовал однодневные Римские игры. В 208 году до н. э. Публий стал претором и получил самое почётное место в коллегии — пост городского претора (praetor urbanis). Во главе пятидесяти боевых кораблей он защищал от карфагенян побережье Лация; позже Вар по поручению сената добился принятия закона о ежегодном проведении Аполлоновых игр, которые до того проводились нерегулярно. Известно, что либо он, либо его кузен Красс протестовал против включения в сенат фламина Юпитера Гая Валерия Флакка, но вынужден был отступить под нажимом народных трибунов. Последние постановили, что каждый фламин при посвящении в сан автоматически получает право заседать в сенате.
В 207 году до н. э. Публий Лициний принял участие в битве при Метавре, где консулы (Марк Ливий Салинатор и Гай Клавдий Нерон) разгромили Гасдрубала Баркида, пытавшегося прорваться в Италию на соединение с Ганнибалом. Именно Вара вместе с его коллегой по эдилитету Луцием Ветурием Филоном и Квинтом Цецилием Метеллом консулы направили в Рим с известием о славной победе.
После этих событий Публий Лициний упоминается в источниках только один раз. Марк Туллий Цицерон рассказывает о шутке Вара в адрес Публия Корнелия Сципиона Африканского. Когда последний на одном пиру пытался приладить к голове рвавшийся венок, Вар сказал: «Удивляться нечему: для такой головы венка не подберёшь». Цицерон, по его словам, видел в этой остроте почётный для Сципиона смысл. Исследователи заключают из этого рассказа, что Публий Лициний дожил как минимум до 200 года до н. э., когда Сципион вернулся в Италию из Ливии.